# Cable plano flexible

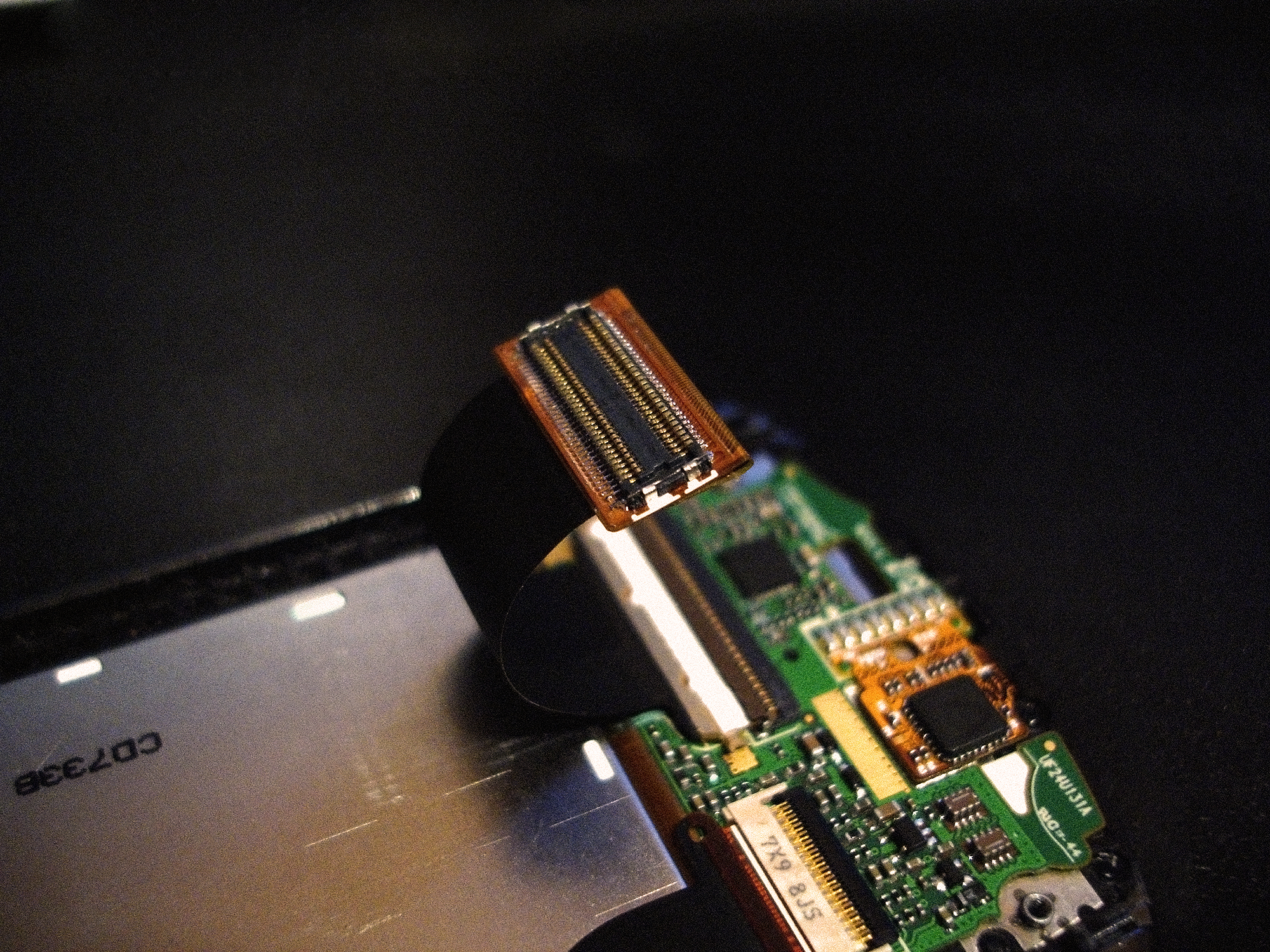
Cable FFC incluyendo conectores, utilizados en el teléfono móvil Samsung SGH-U700.

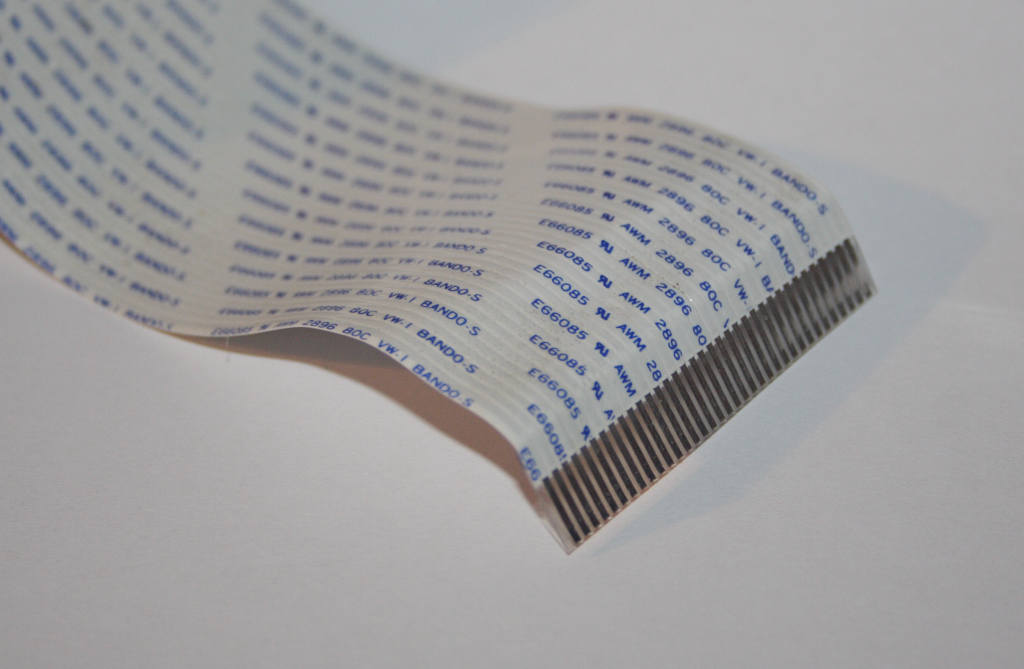
Cable plano flexible de 35 conductores

Cable plano flexible, o cable FFC (del inglés Flexible Flat Cable), se refiere a cualquier variedad de cable electrónico que sea tanto plano como flexible. Un cable plano flexible es un tipo de circuito impreso flexible. Sin embargo, el término FFC usualmente se refiere a un cable plano extremadamente delgado que a menudo se encuentran en dispositivos de alta densidad electrónica como computadoras portátiles y teléfonos celulares. Donde se utiliza para conectar las pantallas planas, para este tipo de cable FFC también se utiliza el término cable FPC (del inglés Flat Panel Cable). A veces, el término FPC frecuentemente es usado (aunque algo inexacto) para cualquier tipo de FFC. Los cables FFC son una forma minimizada del cable cinta, que también es plano y flexible. El cable generalmente consiste en una película plana y flexible de plástico, con múltiples conductores metálicos unidos a una superficie. A menudo, cada extremo del cable está reforzado con un tensor para facilitar la inserción o para aliviar la tensión. Este refuerzo hace al cable ligeramente más grueso.

## Especificaciones
Paso (pitch) - es el espaciado de los conductores. Típicamente se refiere a la distancia desde el centro de un conductor hasta el centro de su conductor vecino. Un único cable FFC puede tener diferentes pasos entre diferentes conductores en el mismo cable, aunque esto no es común. Los cables FFC están disponibles con múltiples pasos, tales como 0.500 mm, 0.625 mm, 0.635 mm, 0.800 mm, 1.00 mm, 1.25 mm, 1.27 mm, 2.00 mm, 2.54 mm, pero los pasos más comunes son 0.500 mm y 1.00 mm.
Tramo expuesto - tramo del contacto eléctrico que esté expuesto en el extremo del cable.
Tensor - La mayoría de los cables FFC tienen algún tipo de material adicional ligado al lado opuesto del tramo expuesto del cable para facilitar conexiones ZIF o LIF.